# Froidfond

Froidfond este o comună în departamentul Vendée, Franța. În 2009 avea o populație de 1,431 de locuitori.